# Rostellariella
Rostellariella is een geslacht van weekdieren uit de klasse van de Gastropoda (slakken).

## Soorten
- Rostellariella barbieri Morrison, 2008
- Rostellariella delicatula (G. Nevill, 1881)
- Rostellariella lorenzi Morrison, 2005
- Rostellariella martinii (Marrat, 1877)